# Xylème

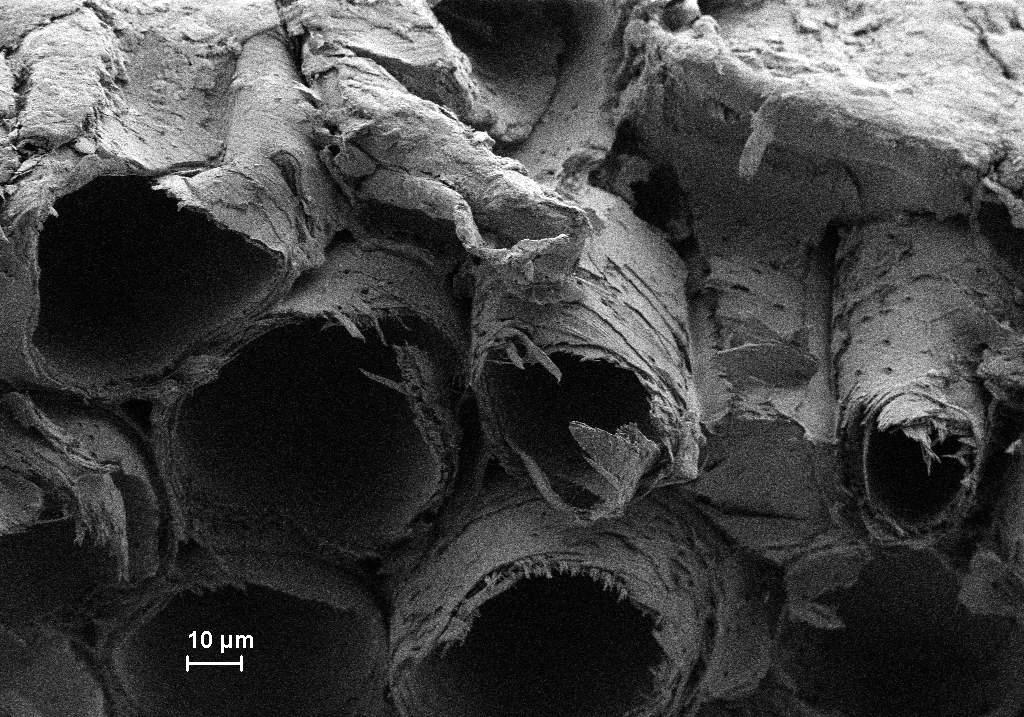
Vue en coupe d'un cure-dent montrant le xylème.

Schéma d'une coupe transversale de feuille montrant ses différents constituants : (1) cuticule, (2) et (5) épiderme, (3) parenchyme palissadique, (4) parenchyme spongieux, (6) stomate, (7) cellules stomatiques, (8) phloème, (9) xylème, (10) tissu conducteur.

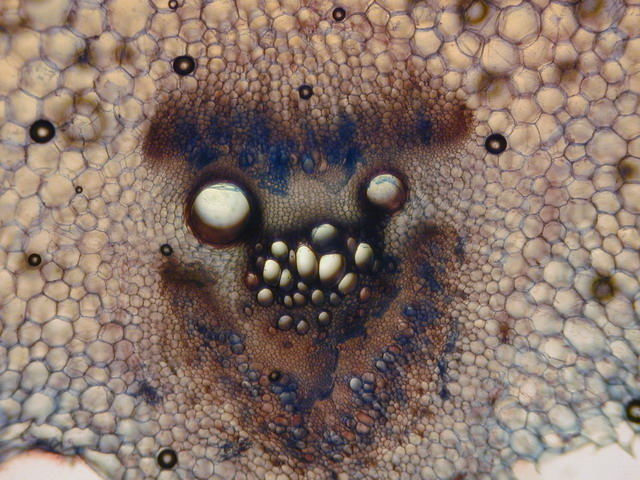
Faisceau vasculaire de Cucurbita pepo.

Le xylème (du grec ξύλον xylon, « bois ») ou tissu xylémique, est un constituant des tissus végétaux formé de l'association de vaisseaux, de cellules mortes ou vivantes de soutien et de cellules associées.
Les vaisseaux du xylème sont constitués de faisceaux de cellules mortes alignées et entourées de lignine. Ils ont la capacité de transporter de grandes quantités d'eau minéralisée depuis le sol jusqu'aux feuilles. Le xylème conduit donc la sève brute (minérale).
Le xylème étant composé de cellules mortes, les solutés n'ont pas besoin de franchir de membrane plasmique pour transiter dans la plante, ce qui permet des gains substantiels d'énergie en évitant notamment l'utilisation de pompe sodium-potassium.

## Types de xylème
Il existe deux sortes de xylème : 
- le xylème primaire provient de la différenciation du méristème primaire. Dans l'organe en cours d'élongation apparaît du procambium, tissu méristématique dont certaines cellules se différencient en trachéides capables d'élongation (le protoxylème, cellules de taille réduite) et d'autres en éléments de vaisseaux (le métaxylème, grosses cellules). Le protoxylème et le métaxylème constituent le xylème primaire.

La différenciation du procambium n'est pas identique dans la tige et dans la racine. Elle est centrifuge dans les tiges et centripète dans les racines. Cette différence permet de distinguer une racine d'une tige.
- Le xylème secondaire, ou bois, situé dans les zones de croissance secondaires et qui dérive du méristème secondaire. Il est caractérisé par un alignement radial de ses cellules du fait des caractéristiques de fonctionnement du cambium libéro-ligneux (méristème secondaire) : il se forme en position interne par rapport au cambium et mène à la formation de vaisseaux, de fibres, de parenchymes verticaux et horizontaux.

## Trachéides et éléments des vaisseaux[réf.nécessaire]
- Chez quelques végétaux d'origine ancienne, comme chez les  plantes cryptogames et les gymnospermes, les vaisseaux conducteurs sont appelés trachéides (protoxylème). Ils sont constitués uniquement de cellules étroites, allongées, terminées en biseaux et superposées sans perforations entre les vaisseaux ni disparition de la cloison transversale séparant les cellules.

- Chez les plantes d'origine plus récente et notamment les angiospermes, on retrouve à côté des trachéides, d'autres cellules spécialisées dans le transport de la sève brute : les éléments de vaisseau (métaxylème). Ce sont généralement d'anciennes cellules larges et courtes dans lesquelles les parois des extrémités ont totalement disparu, créant ainsi des tubes "ouverts". Les éléments des vaisseaux assurent un transport de la sève brute (minérale) plus efficace que les trachéides.

## Réaction aux stress et parasitoses
La saison et d'éventuels « stress mécaniques » font varier le transcriptome du xylème. Les cellules contiguës des vaisseaux du xylème caulinaire évoluent et réagissent face à l'introduction de parasites dans la feuille et d'autres stress (par exemple, si on stresse expérimentalement ces cellules chez l'œillet par une entaille, l'introduction de spores de Verticillium dahliae ou de Phialophora cinerescens, l’œillet  réagit par des modifications ultrastructurales et in fine la création de nouveaux types cellulaires, avec sécrétion d'une gomme végétale (gommose)).
Dans le même temps, précocement et de manière indépendante, la plante métabolise des polyphénols vacuolaires et produit des vésicules « à cœur dense ». La réaction de la plante est plus vigoureuse avec les spores du champignon V. dahlia et faiblement efficace face à ceux de P. cinerescens et l'observation de la gommose vasculaire montre différentes réactions à des traumatismes de nature différente : en termes de temps d'apparition, en termes de vigueur de la réaction, de complexité structurale de la réponse ou encore de chronologie d'apparition des nouveaux constituants. Il a été dans ce cas montré (en 1984) que le parasite spécifique de l'œillet est capable de déjouer la réponse immunitaire de son hôte (« On observe des blocages, des freinages, des déviations des voies de biosynthèse normalement mises en place par la plante en réponse à une agression fongique »). Des observations similaires ont été faites par Wit (1981) pour le couple tomate/Cladosporium fulvum.

## Xylème et génome
L'identification du réseau de gènes régulant la production du xylème est présentée en décembre 2014 par un article du magazine Nature comme préfigurant de nouvelles possibilités de manipulations génétiques de la biomasse.